# Haus Cleff

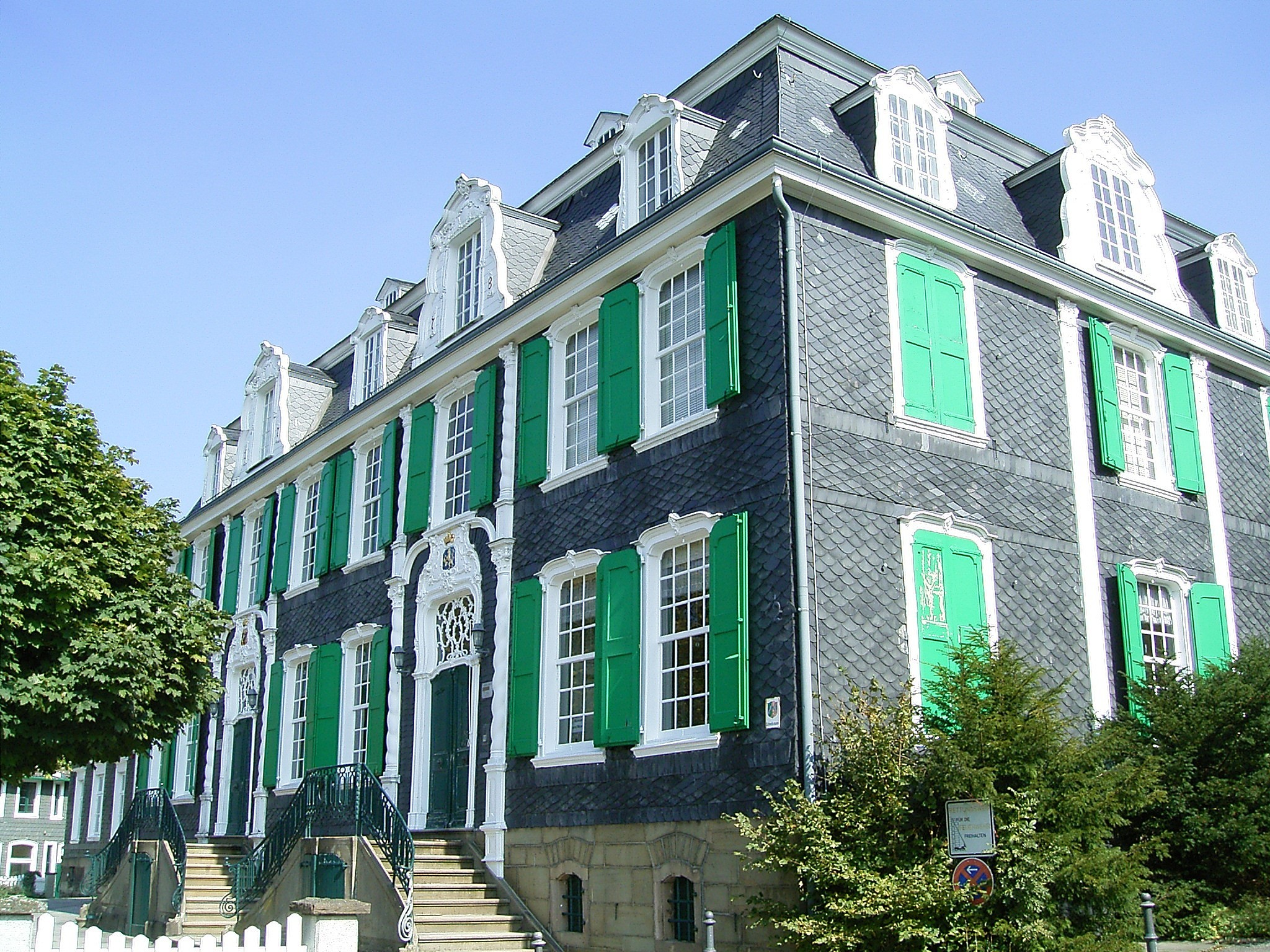
Front mit Außentreppen (2007)

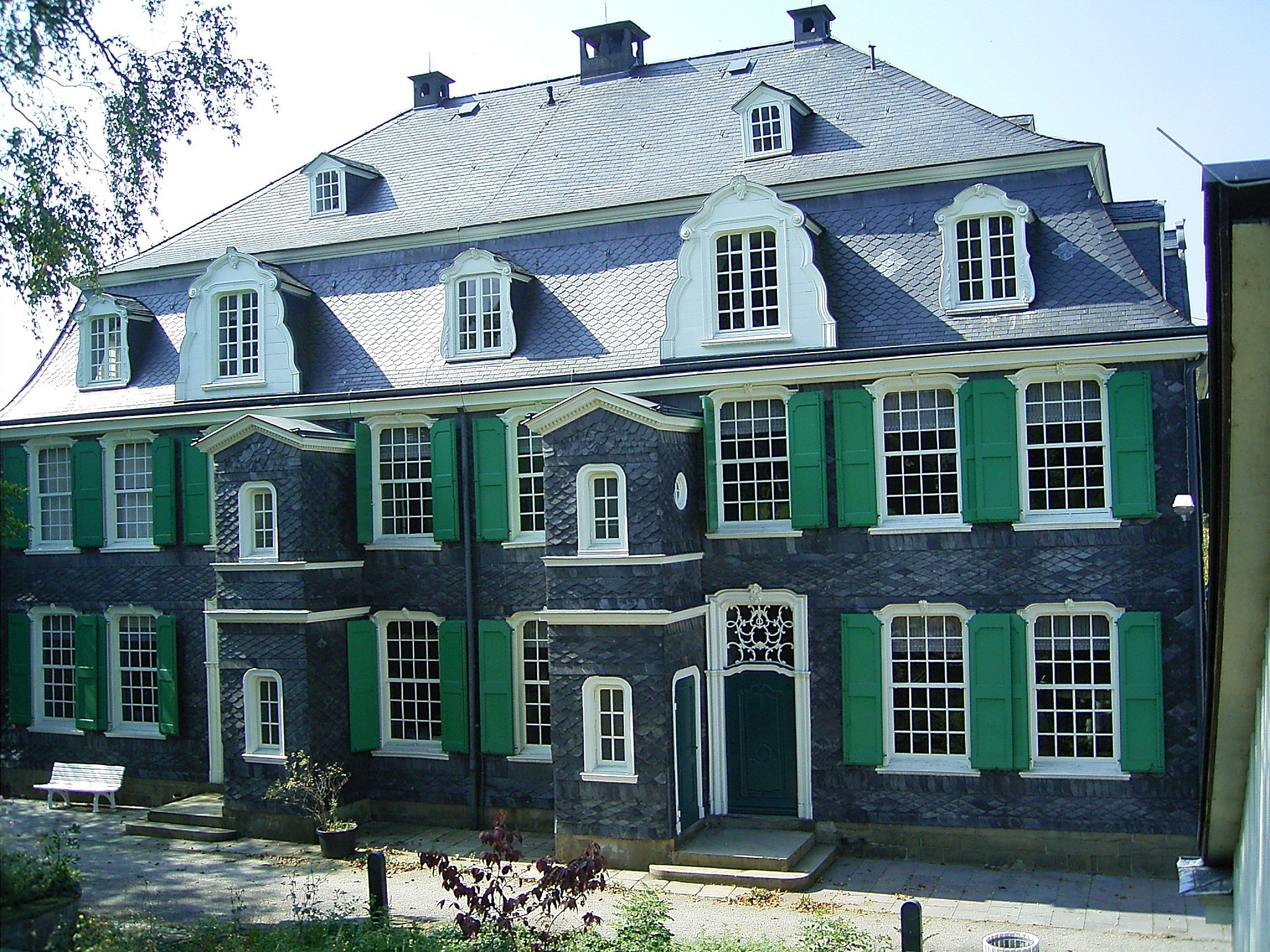
Rückseite des Hauses (2007)

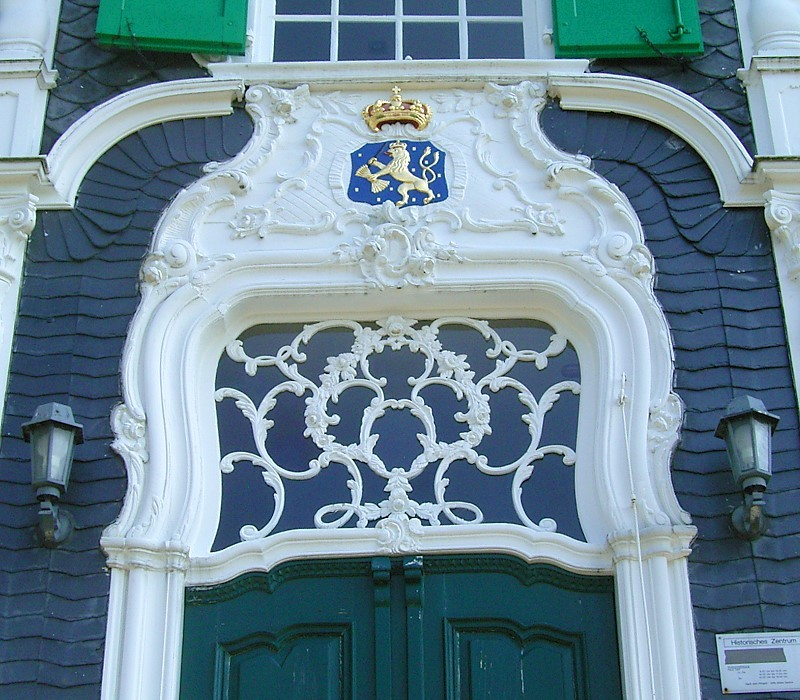
Verzierung mit dem Wappen der Niederlande über der Haustür (2007)

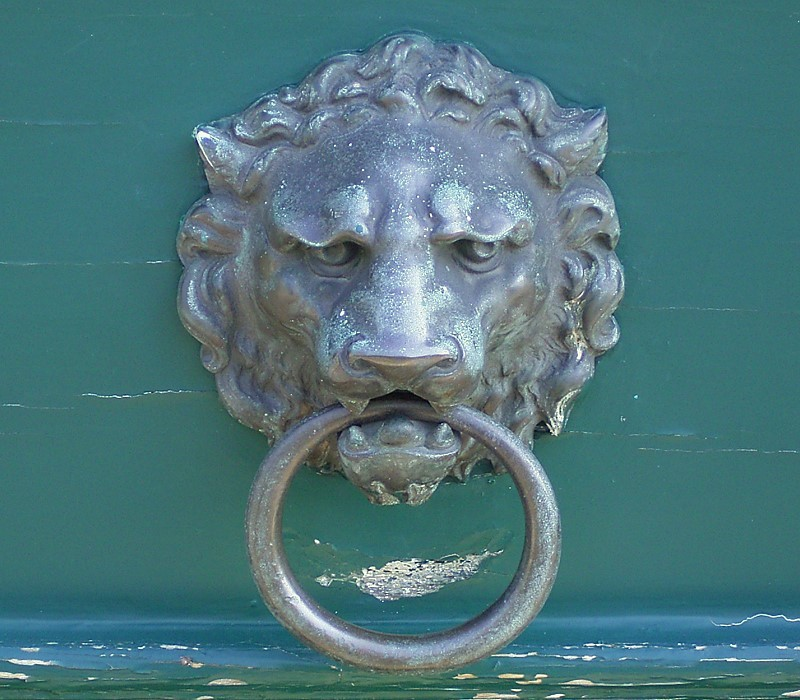
Der Bergische Löwe als Türklopfer (2007)

Das Haus Cleff in Remscheid-Hasten ist ein Patrizierhaus aus dem Spätbarock. Die Kaufleute Gebrüder Hilger ließen es 1778/79 erbauen. In den Jahren von 1811 bis 1814 diente es als Wohnhaus des Fabrikanten und Bürgermeisters Georg Heinrich Sonntag und als Rathaus von Remscheid.
Der zweigeschossige Fachwerkbau mit Mansarddach gilt als bedeutendes Beispiel des Bergischen Barock. Es gehört heute zum Historischen Zentrum der Stadt Remscheid und beherbergt das Museum Haus Cleff. 2025 wurde es nach zehnjähriger Sanierung wiedereröffnet.

## Beschreibung

### Das Äußere
Das Fachwerk ist mit Lehm und Staken ausgefacht. Es steht auf einem aus Naturstein gemauerten Kellergeschoss, das durch seine Hanglage die Portale um etwa eine halbe Geschosshöhe erhöht. An der Rückseite läuft das Erdgeschoss bis auf zwei Stufen auf Bodenhöhe aus.
Das Gebäude ist klar symmetrisch gegliedert. Seine beiden Portale sind durch jeweils zwei quer zum Eingang verlaufende Naturstein-Treppen zu erreichen. Das Fachwerk ist im Außenbereich mit Lärchenbrettern verschalt und wie das Mansarddach verschiefert. Alle Fassadenschmuckteile inklusive Fenster und Türen sind aus Holz. Dabei handelt es sich vorwiegend um Eichen- und stellenweise um Lärchenholz.
cm
Im Erdgeschoss hat sechs Fenster auf der vorderen und drei auf der rechten Hausseite. Im ersten Stockwerk sind es acht Fenster auf der vorderen und drei auf der rechten Hausseite.
Oberhalb des ersten Stocks liegt das weit ausladende Traufgesims. Das zweite Stockwerk ist als Mansarddach ausgebildet. Auf der Vorderseite befinden sich abwechselnd drei kleine Satteldachgauben und zwei große Giebelgauben. Auf der rechten Seite sind es zwei kleine Satteldachgauben außen und eine große Giebelgaube in der Mitte, über dem Mansardgeschoss an der Vorderseite zwei und an der rechten Seite eine kleine Satteldachgaube.

### Innenräume
Innen bieten sich verschiedene Ansichten auf die scheinbar gerade erst von den Bewohnern verlassene, großbürgerlich-bergische Wohnkultur mit einer vollständig eingerichteten bergischen Küche um 1800, einem Zinnkabinett und einer umfangreichen Sammlung von Gemälden und anderen Arbeiten Johann Peter Hasenclevers (Düsseldorfer Malerschule, 1810–1853).
Ein weiterer wichtiger Schwerpunkt ist die Ausstellungseinheit mit umfangreichen Informationen zu Leben und Werk des richtungsweisenden Gestalters bildstatistischer Zeichen und sozialkritischen Grafikers Gerd Arntz (1900–1988), die auch viele seiner wichtigsten Werke im Original zeigt.
Im Wohnhaus Cleff waren eine Zeit lang Teile des Archivs der Stadt Remscheid untergebracht, die unter anderem alte Fotos, Karten und Pläne, alte Zeitungen und eine Bibliothek enthielten. Inzwischen wurde das Archiv in ein nahegelegenes Gebäude in der Hastener Straße verlagert, wo auch die archivierten Verwaltungsakten der Stadt Remscheid und der bis 1929 selbständigen Städte Lennep und Lüttringhausen aufbewahrt werden.